# Площадь Обороны (Екатеринбург)
Пло́щадь Оборо́ны (предыдущие названия: Ночле́жная, Симео́новская, Макси́ма Го́рького) — площадь в центре Екатеринбурга в микрорайоне «Парковый» Октябрьского административного района. Площадь ограничена: с севера — зданиями администрации Октябрьского района, с запада — Луначарского, с юга — улицей Тверитина, с востока — комплексом корпусов больницы № 27 и зданием Свято-Симеоновской гимназии (до 2014 года — Свердловского областного музыкально-эстетического колледжа, перестроенного из Симеоновской церкви, включавшей храм, школу и духовную библиотеку).

## История
Площадь возникла во второй половине XIX века в юго-восточной части Екатеринбурга. Северо-западным углом площадь соединялась с Сенной площадью, а северной стороной примыкала к южному склону Плешивой горки, на которой находилась Екатеринбургская магнитно-метеорологическая обсерватория. К западной стороне площади выходило старообрядческое Рязановское кладбище, в настоящее время застроенное.
Название Ночлежная площади дал открывшийся в 1885 году на территории северо-западной части площади ночлежный дом на 600 мест, содержавшийся на средства, собранные Комитетом по призрению нищих. Это название площади было закреплено на городском плане 1888 года.
В 1898 году на площади было отведено место в 2600 квадратных сажень для Екатеринбургского церковного братства Святого Праведного Симеона Верхотурского, а спустя три года на площади была заложена церковь-школа во имя этого же святого. Строили церковь на средства, собранные горожанами, а также выделенные самим братством. В 1906 году церковь была освящена и при ней были построены два школьных помещения на 140 человек. По имени церкви площадь также называли Симеоновской.
В начале XX века на Ночлежной площади были построены здания 3-й пожарной части, начальной школы и арестный дом для кратковременного содержания под стражей подследственных. В 1918 году в арестном доме большевики содержали арестованных екатеринбуржцев, некоторые из них там же, во дворе, превращённом в сад при современной больнице № 27, были расстреляны.
В 1919 году Ночлежную площадь переименовали в площадь Максима Горького (ещё при жизни писателя), а в 1940-е годы площадь получила своё современное название.
На начало XXI века площадь обстроена многоэтажными жилыми и административными зданиями, в юго-западном углу находится въезд на территорию Октябрьского оптового рынка. Площадь пересекают трамвайные пути линии, проходящей через жилой массив Паркового микрорайона. В 2005 году на площади был установлен «Памятник Уральцам, ковавшим Победу» (скульптор Г. Геворкян).

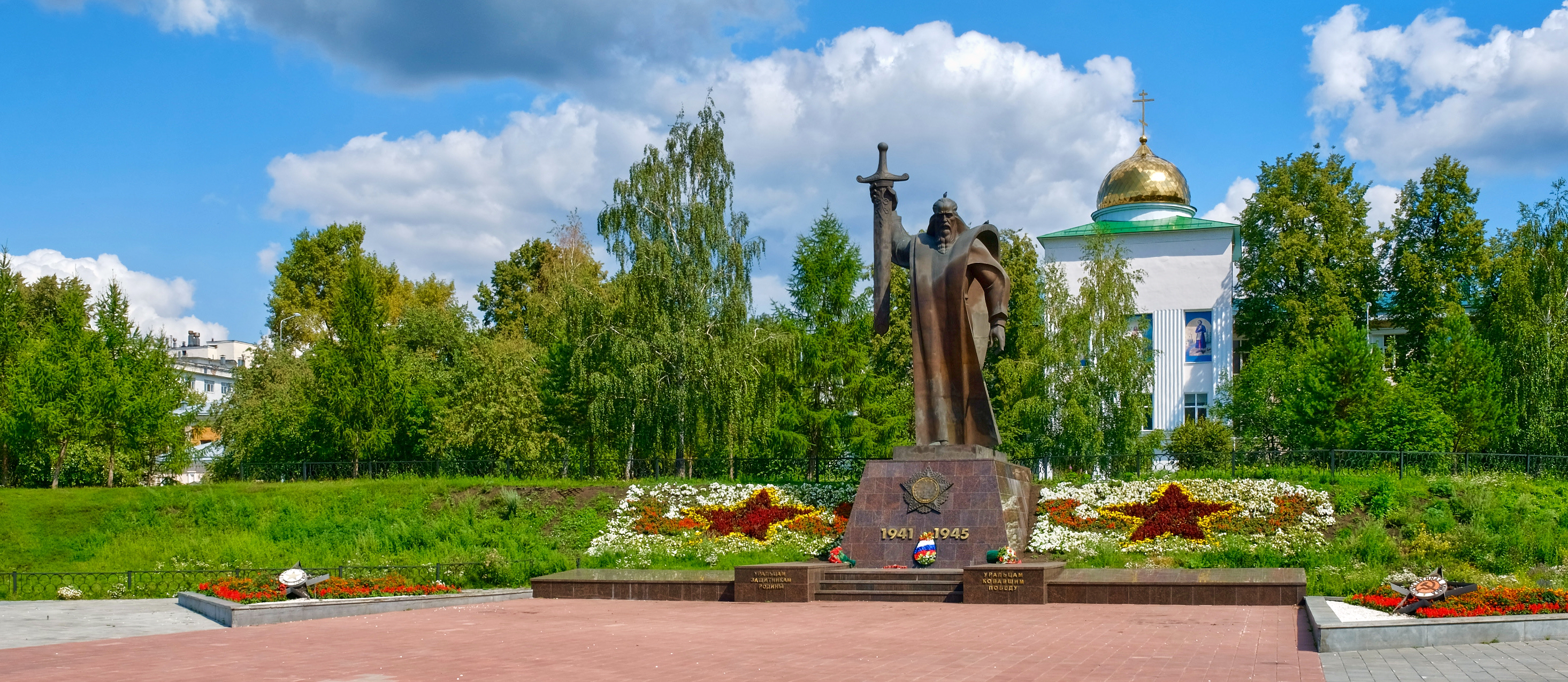
Памятник уральцам, ковавшим Победу
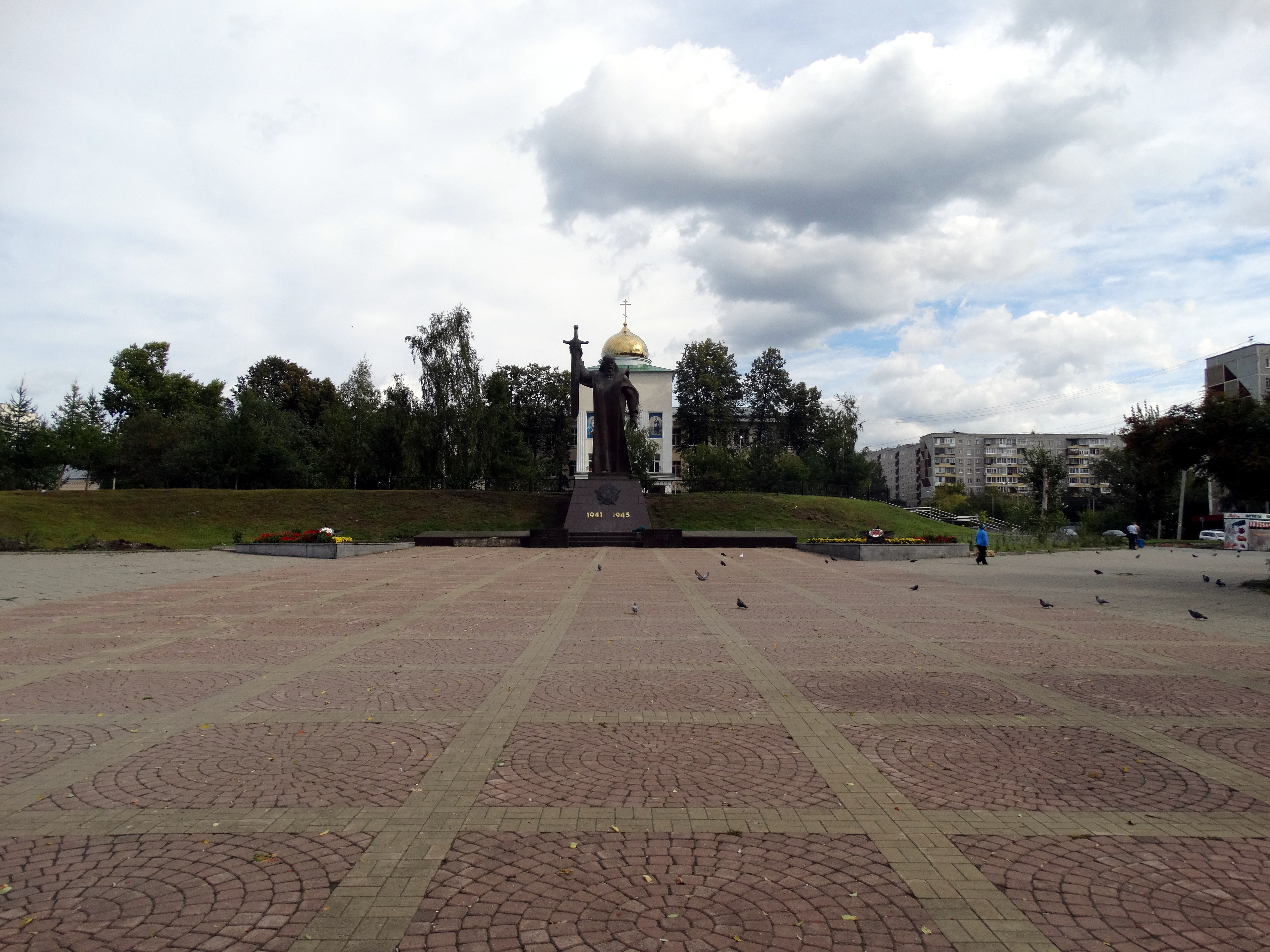
Общий вид площади
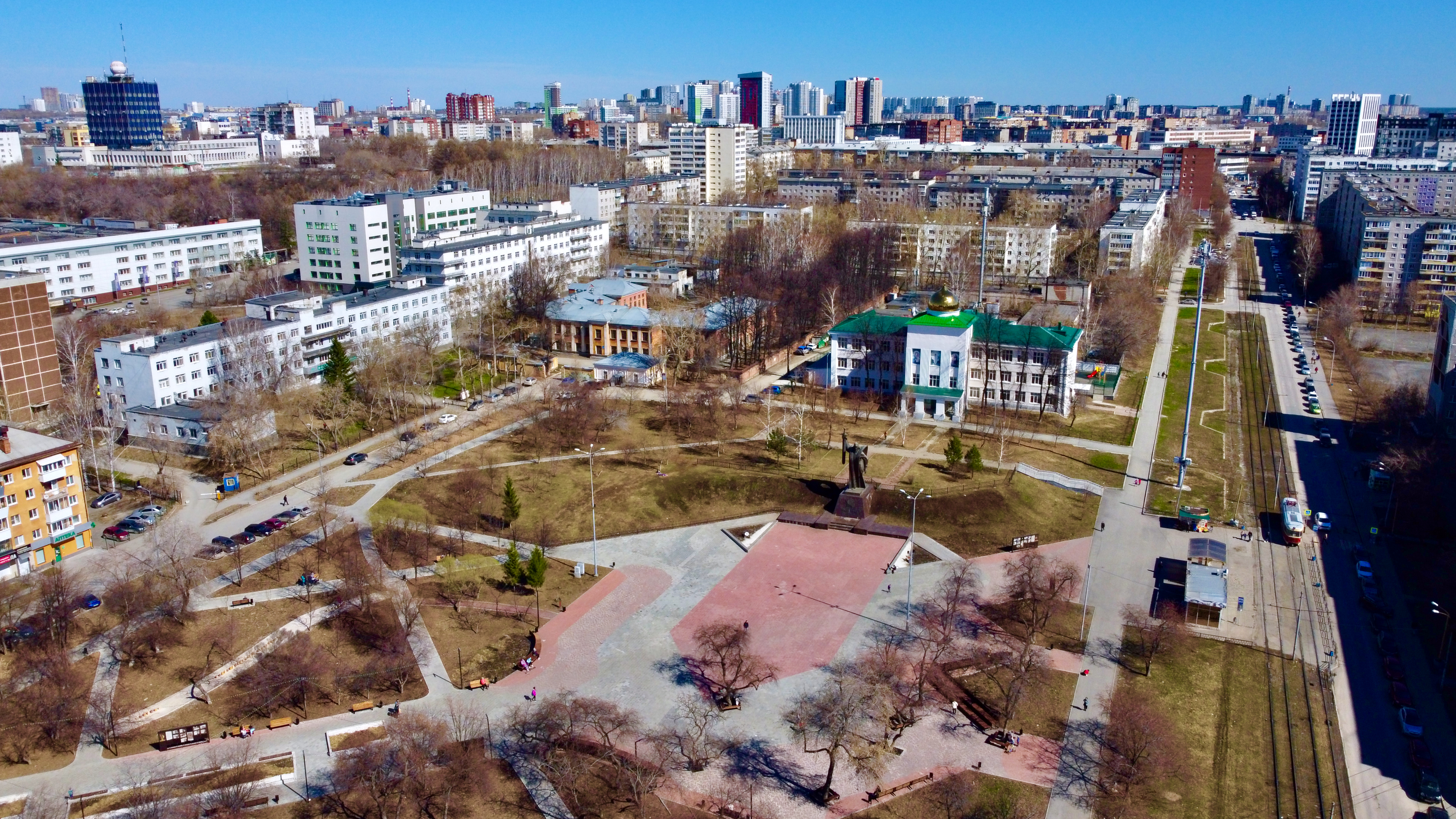
Вид с высоты, справа ул. Тверитина
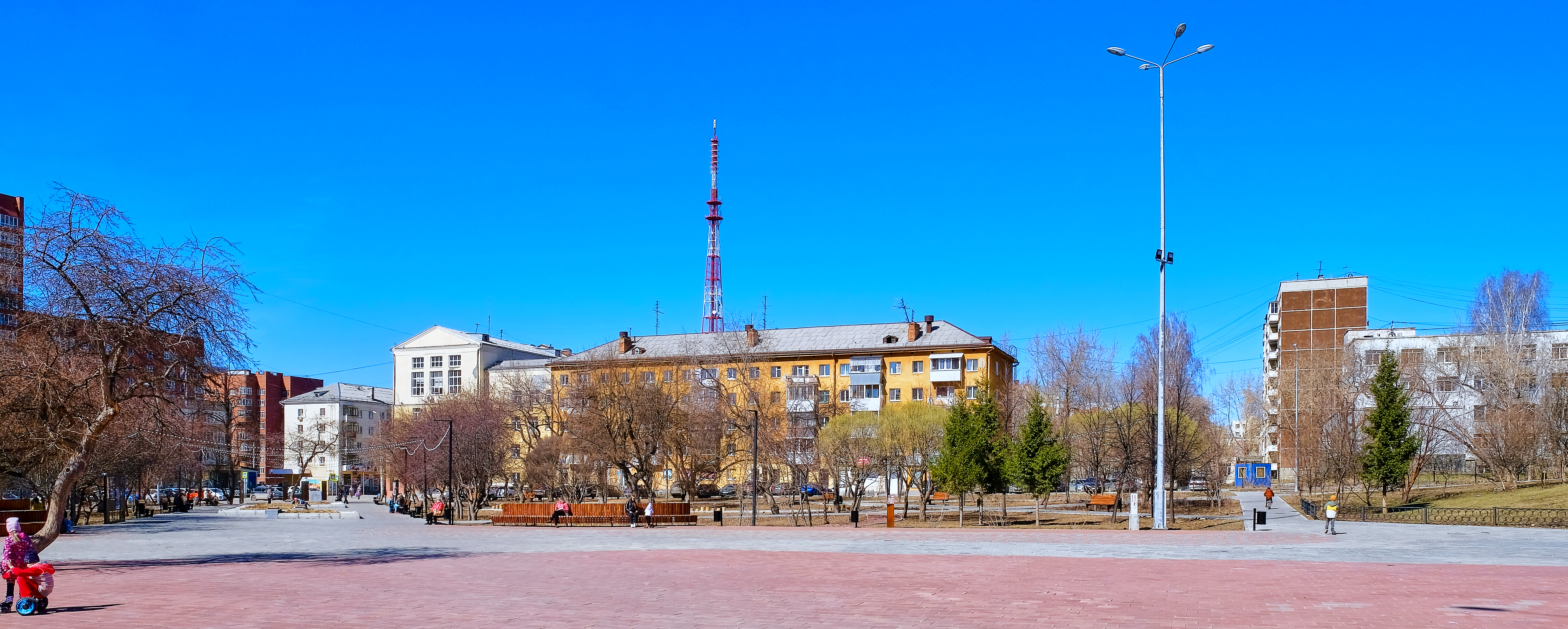
Вид на север

## Здания и сооружения
По нечётной стороне:
- № 1 — пятиэтажный 56-квартирный кирпичный жилой дом 1961 года постройки.

По чётной стороне здания отсутствуют.

## Транспорт

### Наземный общественный транспорт
- Остановки «Декабристов» и «Площадь Обороны»:
  - Трамвай — № 3, 6, 9, 10, 20, 21, 33 (рабочие дни).
- Остановка «Луначарского»:
  - Автобус — № 047, 58, 65, 76.

### Ближайшие станции метро
Действующие станции Екатеринбургского метро поблизости отсутствуют. Проведение линий метрополитена в район площади не запланировано.